# Insisting
Insisting ist ein Musikalbum von Niklas Fite und Günter Christmann. Die am 5. und 6. Mai 2019 in Langenhagen entstandenen Aufnahmen erschienen am 16. August 2024 auf dem Label Corbett vs. Dempsey.

## Hintergrund
Der bei Hannover in Langenhagen lebende Cellist Günter Christmann traf sich bei dieser Studiosession mit dem schwedischen Gitarristen Niklas Fite, der in den vergangenen Jahren mit Musikern wie Raymond Strid, Sture Ericsson, Joe Williamson, Sven-Åke Johansson und Margaux Oswald zu hören war. Er ist der Sohn des Stockholmer Gitarristen Andy Fite und war Schüler des 2021 verstorbenen Gitarristen John Russell, mit dem Christmann intensiv zusammengearbeitet hatte. Bei ihren Treffen in Langenhagen spielten sie acht freie Improvisationen.

## Titelliste
- Niklas Fite & Günter Christmann: Insisting (Corbett vs. Dempsey CvsD CD111)[2]

1. Exhalation 5:24
2. Inhalation 5:35
3. Holding 3:16
4. Suspense 3:13
5. Relief 7:55
6. Breath 2:16
7. Game 3:45
8. Felt 8:40

Die Kompositionen stammen von Niklas Fite und Günter Christmann.

## Rezeption
Vielleicht um schwache Nerven abzuschrecken, würden die Worte „frei improvisierte Musik“ auf der CD-Hülle von Insisting genauso verwendet wie der Titel, was als Variation des Themas des Aufklebers mit dem Warnhinweis für Eltern angesehen werden könnte, meinte Nic Jones im Jazz Journal. Wenig überraschend würde das Duo eine bemerkenswert fruchtbare frei improvisierte Ader ausgraben, wobei die Geschwindigkeit ihres Austauschs nie ihr Gespür für Nuancen übersteige.